# Philip Pütz
Philip Denis Pütz, später Philip Denis Okito (* 9. Februar 1980 in Köln) ist ein ehemaliger deutscher Basketballspieler.

## Werdegang
Pütz spielte in der Nachwuchsabteilung des BSC Köln, mit der Jugend von Bayer Leverkusen wurde er 1995 deutscher C-Jugend-Meister sowie 1996 deutscher B-Jugend-Meister. Der 1,88 Meter große Aufbauspieler bestritt im Jahr 1997 Länderspiele für die deutsche Juniorennationalmannschaft. In der Saison 1998/99 kam er in der Basketball-Bundesliga auf drei Einsätze für Bayer Leverkusen, in der Saison 1999/2000 kamen zwei weitere Bundesliga-Spiele hinzu.
Pütz weilte ab 2000 am Santa Rosa Junior College im US-Bundesstaat Kalifornien, studierte Betriebswirtschaftslehre und gehörte der Basketballmannschaft der Hochschule an. Nach einer Fußverletzung kehrte Pütz nach Deutschland zurück und schloss sich im Herbst 2002 dem Zweitligisten Rhöndorf an. Zur Saison 2003/04 wechselte er innerhalb der Spielklasse zu den Düsseldorf Magics. Er blieb bis 2006 bei der Mannschaft, gehörte dann zum Aufgebot des Regionalligisten Capone Düsseldorf.